# KAC de Kénitra (rugby à XV)
Maillots
La section rugby à XV du club omnisports KAC de Kénitra évolue en championnat marocain.